# Universitat de Còrsega Pasquale Paoli
La Universitat de Còrsega Pasquale Paoli és una universitat francesa que allotjà més de quatre mil estudiants des del curs 2005/2006. La seva seu, la mateixa que durant la seva fundació, se situa a Corte, la ciutat de Pasquale Paoli. Va ser oberta en 1765, durant la República de Còrsega. Rousseau, Voltaire, Montesquieu la van visitar. En 1768 va ser tancada, amb l'inici de la dominació francesa a Còrsega.
Durant els anys seixanta fou una de les principals reivindicacions del nacionalisme cors, i després de queixes i protestes va reobrir una altra vegada en 1981.

## Organització
Està dividida en tres campus. El departament d'art (LLASH llengües, lletres, arts i ciències humanes) proposa un diploma professional de tres anys d'estudis de música tradicional corsa. La Facultat de Ciència i Tècnica proposa tres llicenciatures (màster en francès) relacionades amb el medi ambient i les energies renovables: 
- GIL, Gestion Intégrée du Littoral
- IngEco, Ingénierie Ecologique (ingenería ecològica)
- SEER, Systèmes Energétiques et Energies Renouvelables (sistemes energètics i energia renovable)

## Els Campus
El Palau Nacional, se situa a la Ciutadella, en el mateix lloc on estava durant la seva primera època. En aquest edifici es troba: 
- El degà
- El vicedegà
- El secretari general i dels serveis administratius

El Campus Camaran, del cognom de l'antic amo del terreny, (ho va vendre perquè es construïx el campus). Va ser el primer Campus obert en 1981. Aquest allotja: 
- la facultat de Lletres, Llengua, Art o Ciència Humana
- la facultat de Dret, Ciència Social i Economia
- la biblioteca universitària
- els serveis administratius
- el CROUS
- la cafeteria universitària

El Campus Grossetti on estan situats: 
- la facultat de Ciència i tècnica
- l'Institut Universitari de Tecnologia
- el departament sanitari